# 王鑑 (正統進士)
王鑑（1403年—？），字欽正，江西吉安府吉水縣人，民籍，明朝政治人物。

## 生平
宣德七年（1432年）壬子科江西鄉試第一名舉人（解元），正統元年（1436年）中式丙辰科會試第四十二名，二甲第一名進士（傳臚）。任工部郎中。

## 家族
曾祖王所安；祖父王子完；父王嘉績，母龍氏。重慶下。兄王欽憲，弟王欽典、王欽哲。